# 雲南報銷案
雲南報銷案爆發於清朝光绪八年（1882年），有御史陈启泰、江西道监察御史洪良品先後弹劾军机大臣受贿。
光緒五年（1879年），清廷平定了雲南亂事後，光绪八年，雲南巡撫杜瑞聯開始進行軍費報銷，由崔尊彝和永昌知府潘英章前往北京與太常寺卿周瑞清、王文韶和景廉打通關節，户部云南司主事孫家穆要價十三萬兩，這時慈禧太后以工部右侍郎閻敬銘為戶部尚書。孫家穆知道閻本人清廉公正，最後以八萬多兩了結此項報銷。是年六月，御史陳啟泰奏參周瑞清受賄，朝廷立即派刑部尚書麟書、潘祖蔭確切查明，八月二十四日，江西道監察御史洪良品又奏稱雲南報銷案，戶部索賄八萬兩，後來王文韶、李鸿藻承认接受过“炭敬”。惇亲王奕誴主张严查“炭敬”、“节敬”、“别敬”、“赠敬”等变相贿赂，邓承修、张佩纶、盛昱等连上奏折表示支持，但翁同龢等表示反對，最后，慈禧太后對此不予追究，僅將王文韶、景廉、奎潤、董恂降二級調用，孙家穆與周瑞清革职、赔赃。